# I Fall Apart
I Fall Apart è un singolo del rapper statunitense Post Malone, pubblicato il 17 ottobre 2017 come sesto estratto dal primo album in studio Stoney.

## Descrizione
Settima traccia del disco, I Fall Apart, descritto come un brano hip hop, è stato scritto dallo stesso interprete con Billy Walsh e Carlo Montagnese, ed è stato prodotto da quest'ultimo. Originariamente non previsto come singolo, I Fall Apart ha riscosso popolarità grazie ad un'esibizione caricata attraverso i social media.

## Formazione
- Post Malone – voce
- Carlo "Illangelo" Montagnese – programmazione, strumentazione, produzione, registrazione
- Alex Pavone – assistenza alla registrazione
- Manny Marroquin – missaggio
- Chris Galland – assistenza al missaggio
- Jeff Jackson – assistenza al missaggio
- Mike Bozzi – mastering

## Successo commerciale
I Fall Apart ha debuttato alla 65ª posizione della Billboard Hot 100 nella pubblicazione del 7 ottobre 2017, risultando l'entrata più alta della settimana e totalizzando 10,1 milioni di stream e 15 000 download digitali.

## Classifiche

### Classifiche settimanali
| Classifica (2017-18) | Posizione massima |
| -------------------- | ----------------- |
| Australia            | 2                 |
| Austria              | 57                |
| Canada               | 20                |
| Danimarca            | 36                |
| Estonia              | 20                |
| Filippine            | 33                |
| Germania             | 84                |
| Grecia               | 29                |
| Irlanda              | 15                |
| Lettonia             | 7                 |
| Norvegia             | 28                |
| Nuova Zelanda        | 1                 |
| Paesi Bassi          | 73                |
| Portogallo           | 18                |
| Regno Unito          | 19                |
| Repubblica Ceca      | 39                |
| Slovacchia           | 37                |
| Stati Uniti          | 16                |
| Svezia               | 16                |
| Svizzera             | 94                |

### Classifiche di fine anno
| Classifica (2017) | Posizione |
| ----------------- | --------- |
| Australia         | 73        |
| Classifica (2018) | Posizione |
| Australia         | 6         |
| Canada            | 48        |
| Estonia           | 48        |
| Nuova Zelanda     | 6         |
| Regno Unito       | 71        |
| Stati Uniti       | 39        |
| Svezia            | 70        |
| Classifica (2019) | Posizione |
| Australia         | 83        |

### Classifiche di fine decennio
| Classifica (2010-19) | Posizione |
| -------------------- | --------- |
| Australia            | 52        |